# Pityrodia scabra
Pityrodia scabra là một loài thực vật có hoa trong họ Hoa môi. Loài này được A.S.George miêu tả khoa học đầu tiên năm 1967.